# Louise Seidler
Louise Seidler (ur. 15 maja 1786 w Jenie, zm. 7 października 1866 w Weimarze) – niemiecka malarka, malarka nadworna księcia Karola Fryderyka.

## Życiorys
Urodziła się 15 maja 1786 roku w Jenie. W latach 1800–1803 pobierała w Gocie prywatne lekcje rysunku u rzeźbiarza Friedricha Wilhelma Eugena Dölla, po czym uczyła się techniki pastelu w Jenie u Jakoba Wilhelma Roux. Dorastając w Jenie miała kontakt ze środowiskiem artystycznym związanym z romantyzmem jenajskim. W 1807 roku zaręczyła się z francuskim lekarzem; po jego śmierci w Hiszpanii w 1809 roku postanowiła poświęcić życie sztuce.
Na początku drugiej dekady XIX w. Seidler wyjechała do Drezna, gdzie pobierała lekcje u Christiana Leberechta Vogela i Gerharda von Kügelgena i zaprzyjaźniła się z Casparem Davidem Friedrichem, Georgiem Friedrichem Kerstingiem, Antonen Graffem i miniaturzystką Doris Stock, a także poznała Caroline Bardua. Do jej pierwszych ważnych zamówień należy portret Johanna Wolfganga von Goethe – studium psychologiczne w technice pastelu, które wykonała zimą 1810/1811 w domu poety. Z kolei w 1816 roku rozpoczęła pracę nad ołtarzem w Rochuskapelle nieopodal Bingen.
W 1817 roku jako pierwsza kobieta w Niemczech uzyskała stypendium na naukę w Akademii Sztuk Pięknych w Monachium (1817–1818). Dzięki kolejnemu stypendium wyjechała do Włoch, gdzie przebywała w latach 1818–1823, ucząc się m.in. poprzez kopiowanie prac Rafaela, których sprzedaż stała się dla niej ważnym źródłem dochodu. W Rzymie poruszała się w kręgu nazareńczyków, z którymi łączyło ją zamiłowanie do sztuki quattrocenta. W ostatnim roku pobytu we Włoszech stała się towarzyszką i wsparciem malarki Marie Ellenrieder.
W 1823 roku osiadła w Weimarze, gdzie została nauczycielką rysunku dla księżniczek Karoliny i Luizy, córek księcia Karola Augusta, a rok później objęła także stanowisko kuratora książęcej kolekcji malarstwa. Jednocześnie wykonywała zlecenia portretowe i zajmowała się malarstwem historycznym. Choć odnajdywała się w twórczości w duchu nazareńczyków, ze względu na upodobania swego patrona i przyjaciela Goethego malowała także przyjmując stylistykę neoklasycyzmu. Od lat 30. XIX w. tworzyła obrazy o tematyce religijnej. W 1837 roku awansowała na pozycję malarza nadwornego księcia Karola Fryderyka.
Poza krótką podróżą do Paryża i Włoch, Seidler do końca życia pozostała związana z Weimarem, udzielając się w jego środowisku kulturalnym. Zmarła tamże 7 października 1866 roku.

## Galeria

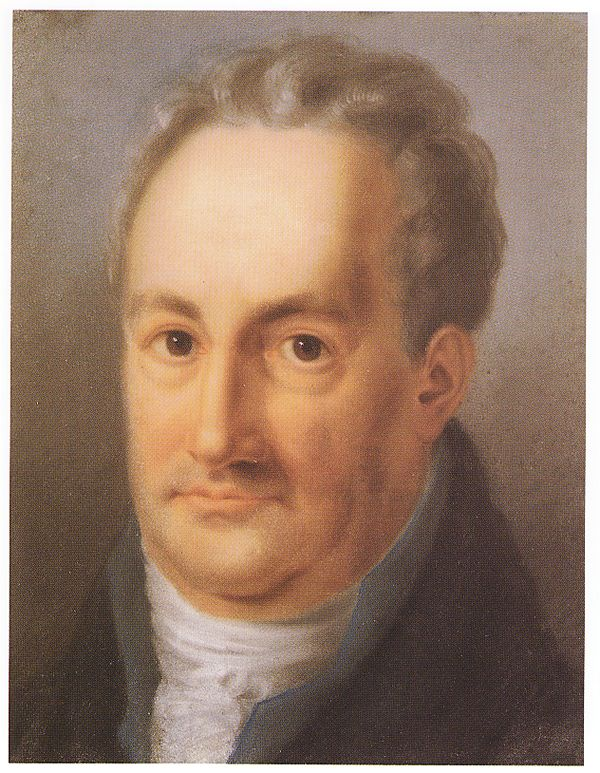
Portret Goethego, 1811
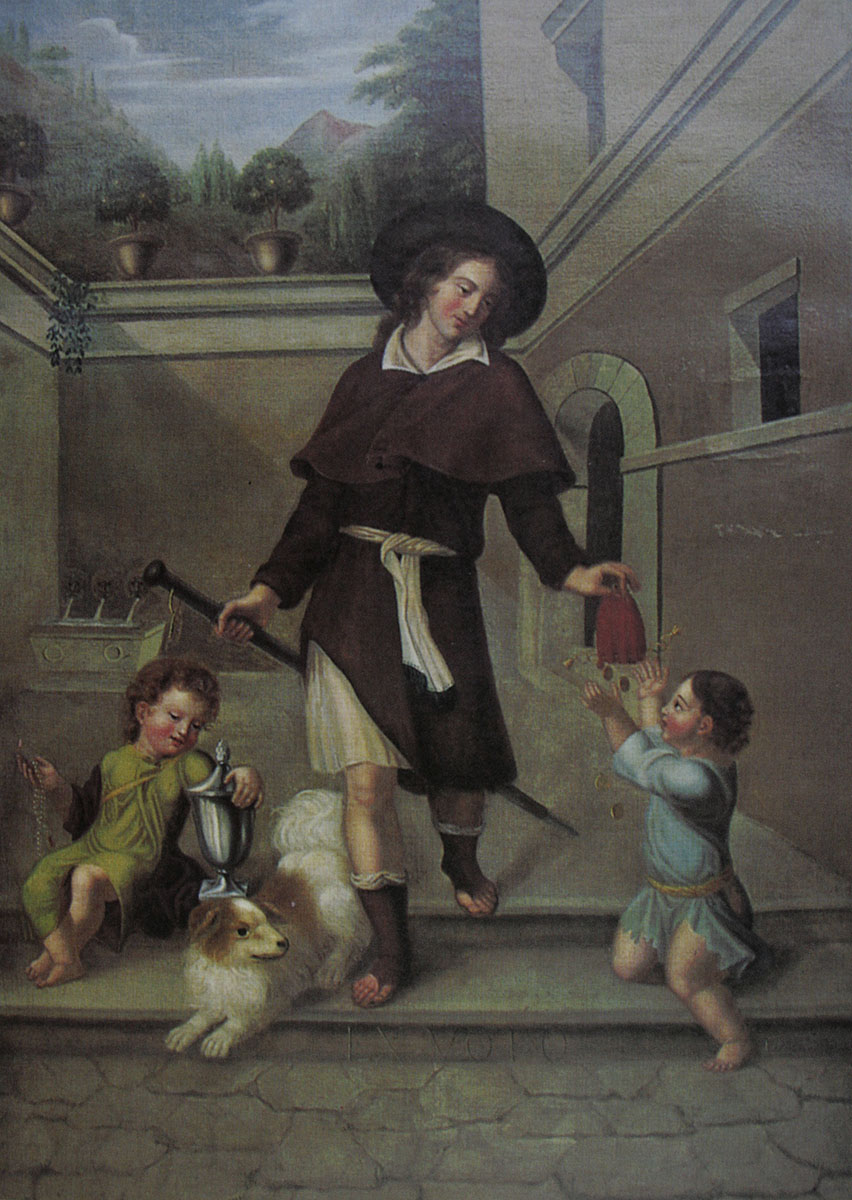
Przedstawienie św. Rocha z Rochuskapelle, 1816
Portret Fanny Caspers, 1819, Muzeum Thorvaldsena
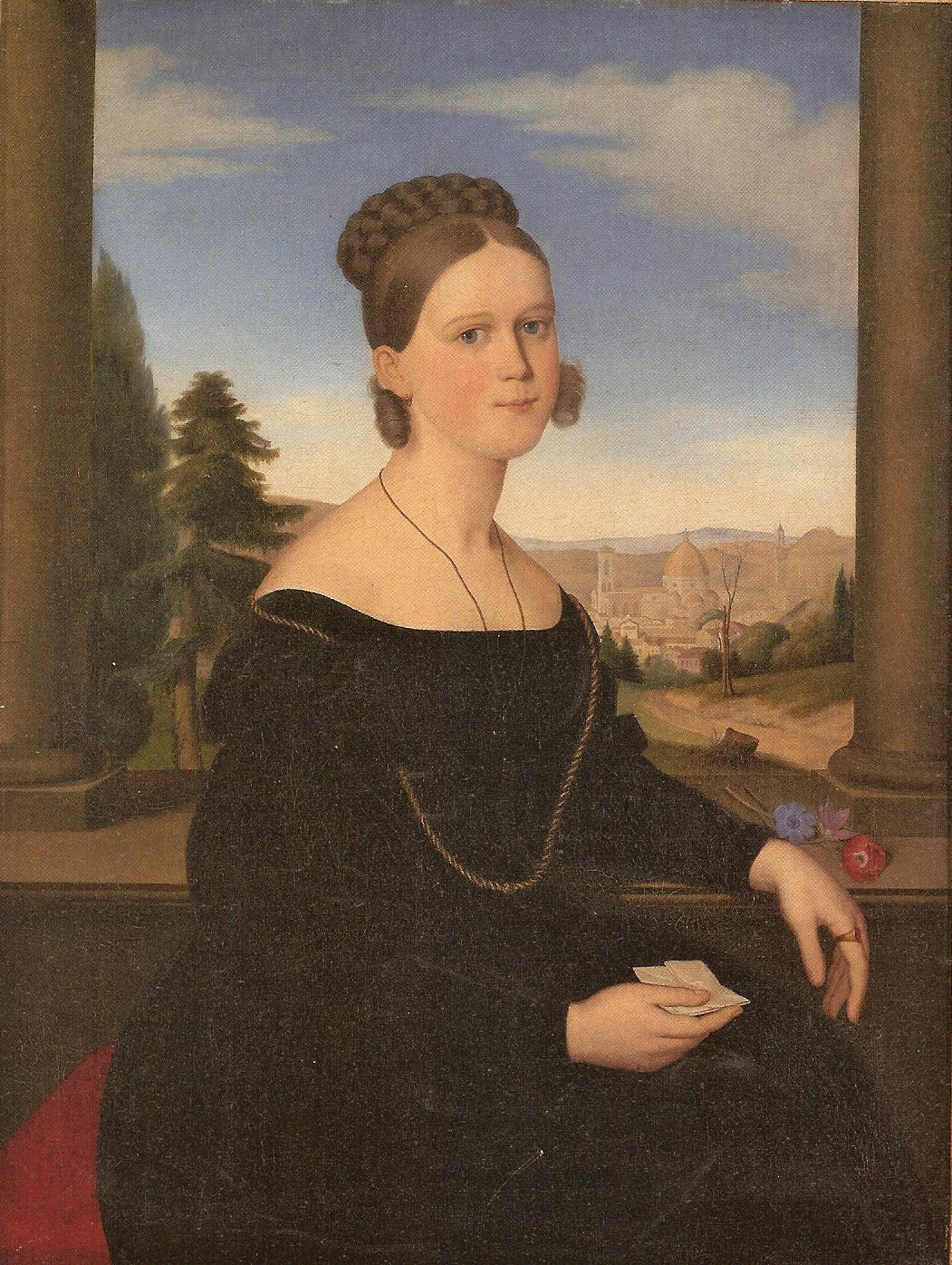
Portret Mathilde Rantzau, ok. 1821
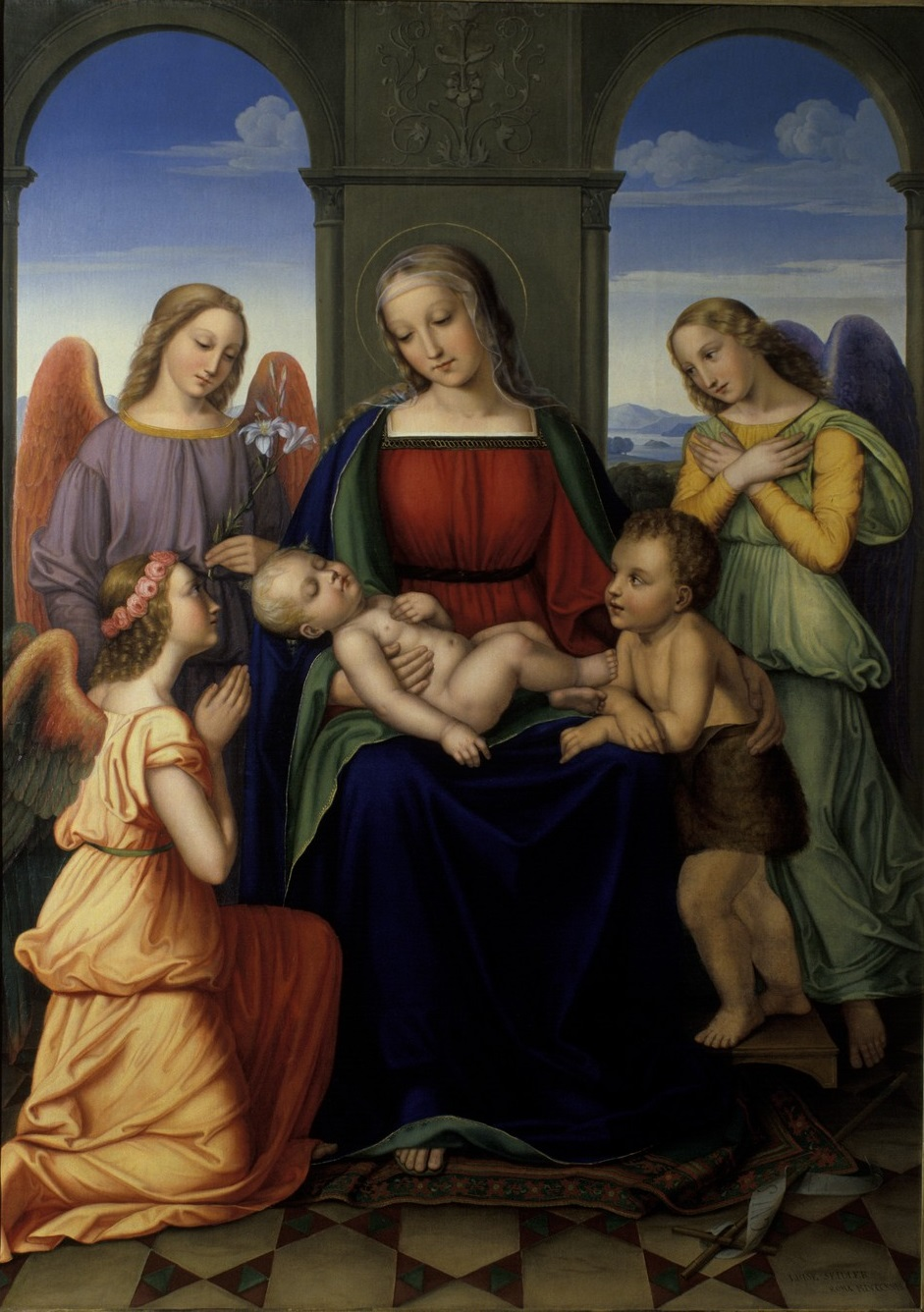
Kopia obrazu Rafaela, 1823
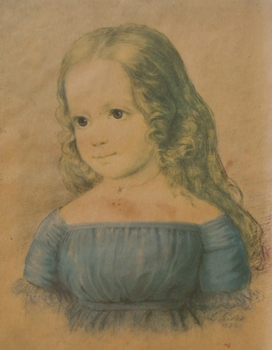
Portret Almy von Goethe, 1832